# Elsterhochwasser 2010

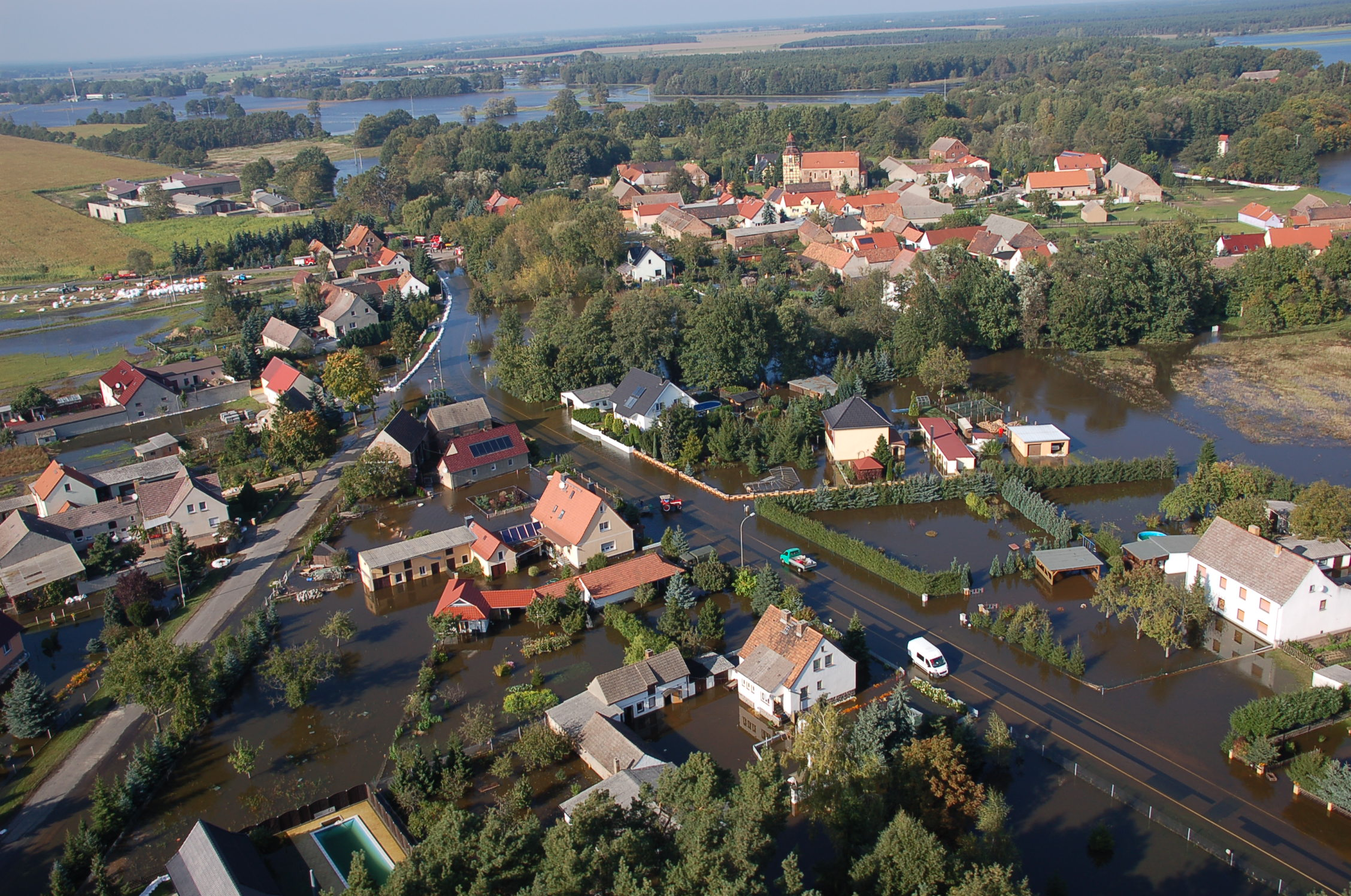
Die Elsterflut am 3. Oktober 2010 in Löben.

Das Elsterhochwasser war ein im Jahr 2010 als Jahrhunderthochwasser klassifiziertes Flutereignis an der Schwarzen Elster und ihren Nebenflüssen. 

## Ursache
Der August im Jahr 2010 war geprägt von atlantischen Tiefdruckgebieten, die vor allem im Einzugsgebiet der Schwarzen Elster Niederschläge mit lang anhaltendem Starkregen brachten. Die Ursache der langen und starken Niederschläge war eine Vb-Wetterlage. Dabei weichen die Luftmassen von ihrer üblichen West-Ost-Richtung in Richtung Mittelmeer nach Süden ab. Hier erwärmen sich diese Luftmassen und nehmen viel Feuchtigkeit auf. Nach der Überquerung der Alpen in Richtung Norden stoßen sie auf die dortige Kaltluft, kühlen sich stark ab, und es kommt zu extremen Niederschlägen in relativ kurzer Zeit. Diese Wetterlage war auch die Ursache für das Oderhochwasser (1997) und das Elbehochwasser (2002).

## Verlauf

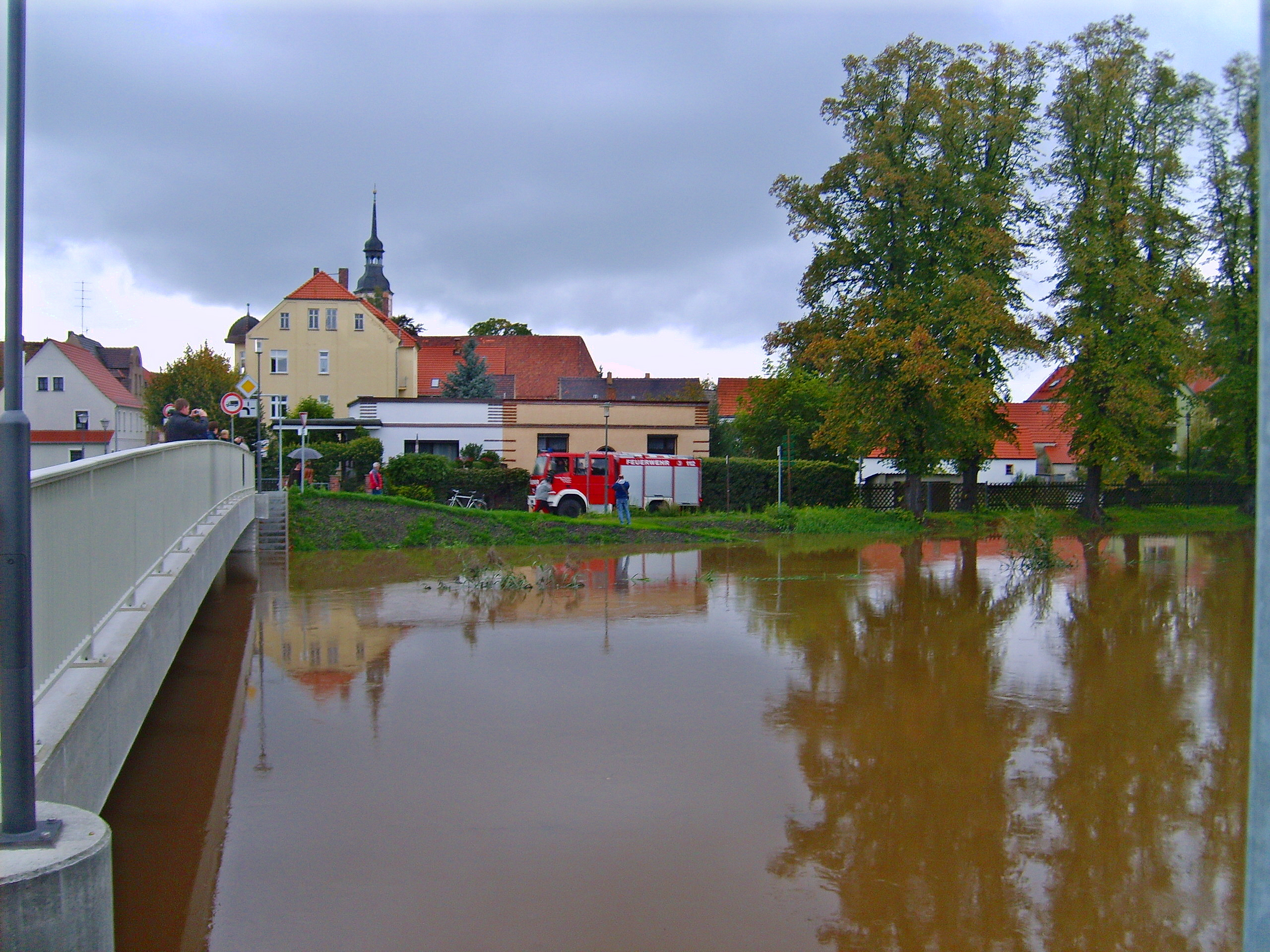
Schwarze Elster in Elsterwerda (29. September 2010).

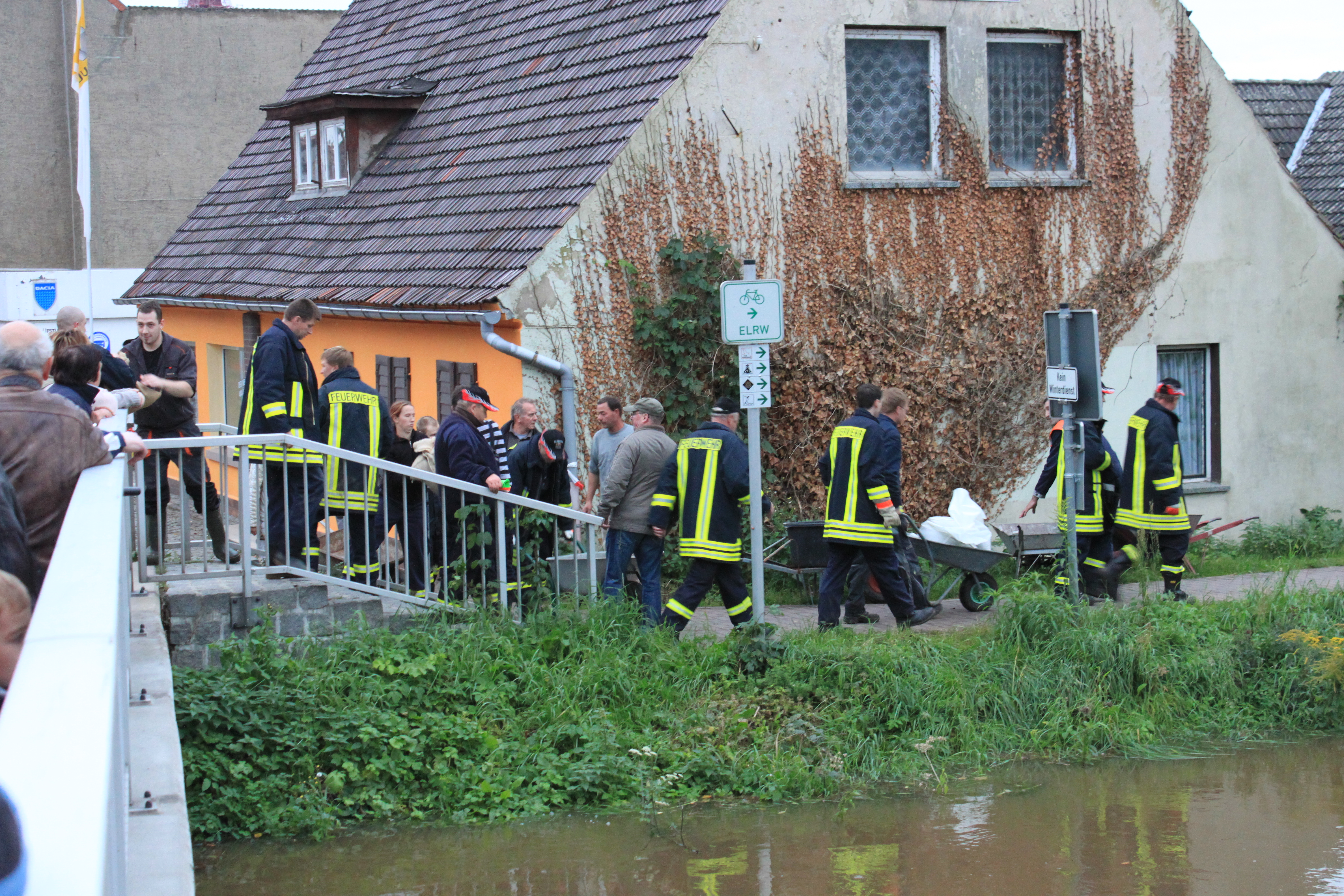
Deichabsicherung in Bad Liebenwerda (29. September 2010).

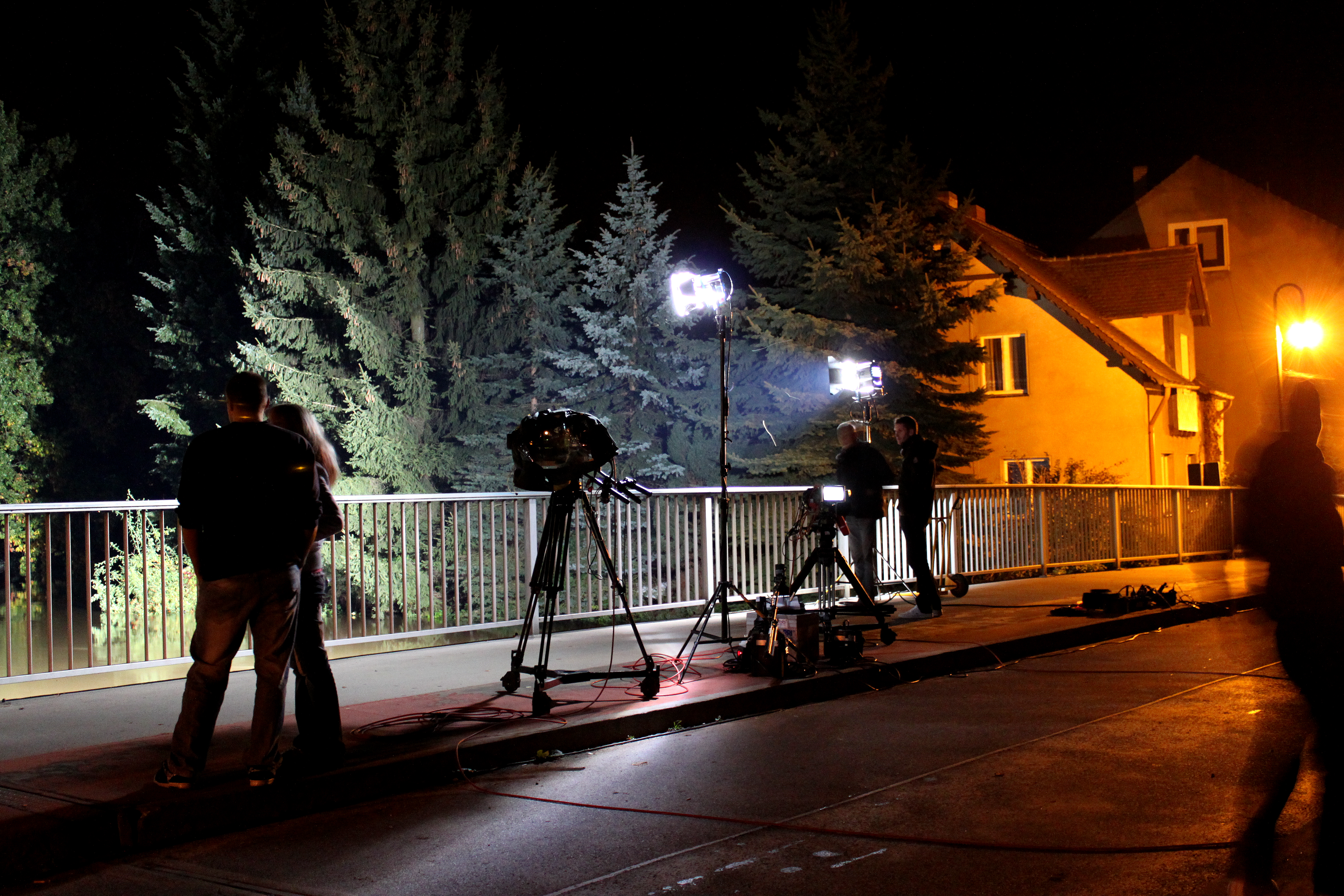
Livebericht von der Johannesbrücke in Bad Liebenwerda (29. September 2010).

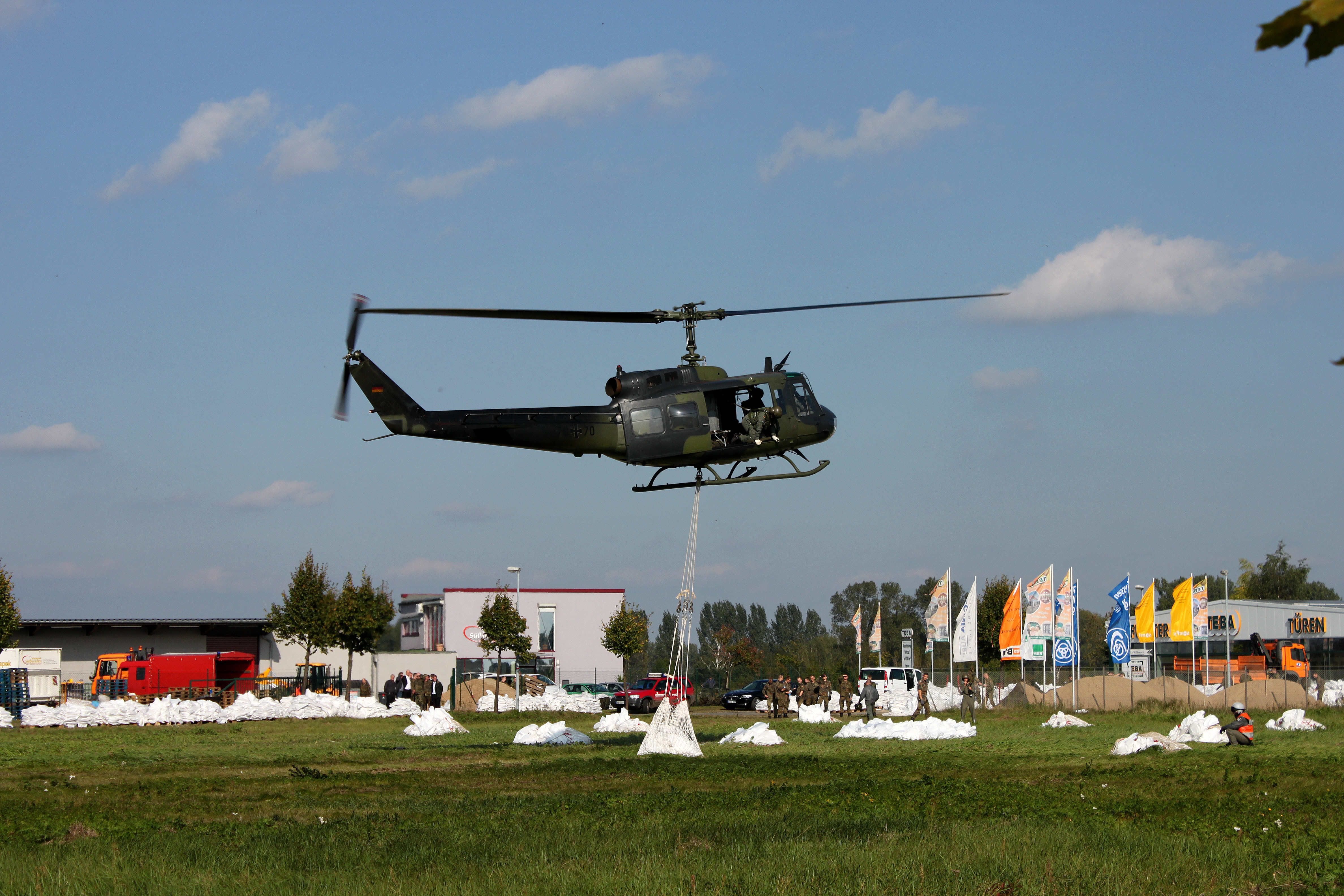
Bundeswehr-Hubschrauber im Einsatz bei Lausitz (1. Oktober 2010).

Ab dem 24. September 2010 gab es in der Elbe-Elster-Region flächendeckende starke Niederschläge. Zwischen dem Fläming und der sächsischen Oberlausitz fielen in den Tagen vom 24. September bis zum 27. September teils mehr als 100 Liter Regen pro Quadratmeter.
Infolgedessen wurde am 29. September an der Schwarzen Elster, sowie ihren beiden bei Elsterwerda mündenden Nebenflüssen Große Röder und Pulsnitz die Hochwasserwarnstufe 4 erreicht. Nachdem bereits tags zuvor im gesamten Landkreis Elbe-Elster die Alarmstufe 3 ausgerufen werden musste und ein Krisenstab gebildet wurde, sah man sich nun gezwungen an diesem Tag durch Landrat Christian Jaschinski um 11.50 Uhr Katastrophenalarm auszulösen. Infolge weiter steigender Pegelstände begann man in Elsterwerda, wo der Wasserstand der Schwarzen Elster auf etwa 3,50 Meter angestiegen war, die freiwillige Evakuierung der Innenstadt vorzubereiten, welche zu überfluten drohte. 
Am offiziellen Pegel im etwa zehn Kilometer flussabwärts gelegenen Bad Liebenwerda wurden nun ebenfalls 3,50 Meter gemessen. Gegen Abend erforderte es die angespannte Lage, dass die ersten Straßen und Brücken gesperrt werden mussten. Während die neu errichtete wichtige Elsterbrücke in Elsterwerda geöffnet blieb, mussten über die Schwarze Elster führende Brücken in Saathain und Bad Liebenwerda sowie die teilweise überflutete Bundesstraße 169 bei Plessa, die Kreisstraße 6207 zwischen Saathain und Stolzenhain und die Ortsdurchfahrt von Schmerkendorf gesperrt werden. Bei Ortrand, wo die Pulsnitz über die Ufer trat, musste die Bundesautobahn A 13 ebenfalls wegen Überflutung gesperrt werden. 
Die sich zuspitzende Situation sorgte nun auch für ein erhöhtes Medien-Interesse, so dass mehrere Fernsehteams der öffentlich-rechtlichen und privaten Rundfunk- und Fernsehanstalten mit Live-Übertragungen aus der Region berichteten.
Am Donnerstag, dem 30. September wurden nun auch alle Schulen in Elsterwerda, Bad Liebenwerda und Herzberg, sowie die Schulen in Annaburg für die vom Hochwasser betroffenen Schüler geschlossen. An diesem Tag wurden schließlich an allen an der Schwarzen Elster gelegenen Pegeln Höchstwasserstände gemessen und bis dato nie registrierte Rekordwerte erreicht. Der gemessene Scheitelabfluss der Schwarzen Elster in Löben betrug nun 128 m³/s, was einer Abflusskenngröße von HQ 200 entspricht. Der Pegelstand in Bad Liebenwerda erreichte in der Nacht mit 3,55 Meter einen bisher nie gemessenen absoluten Höchststand. Von nun an begann er hier leicht zu sinken, während die Pegel in den flussabwärts gelegenen Orten immer noch stiegen. Kritisch blieb die Situation an den mehr und mehr aufweichenden Deichen der Schwarzen Elster. Schwachstellen und Risse, wie beispielsweise zwischen Kotschka und Saathain, wo der Deich auf einer Länge von etwa 50 Metern zu überfluten begann, wurden durch die Einsatzkräfte und durch die Hilfe herbeieilender Einwohner so zeitnah wie möglich mittels Sandsäcken abgedichtet.
Aus Sicherheitsgründen begann man in Elsterwerda zu diesem Zeitpunkt mit der freiwilligen Evakuierung von etwa 2700 Einwohnern, welche mittels Lautsprecherdurchsagen von durch die Stadt fahrenden Polizei-Fahrzeugen und öffentlichen Aushängen zum Verlassen ihrer Wohnungen und Grundstücke aufgefordert wurden. Auch das in unmittelbarer Nähe des Flusses gelegene Kreiskrankenhauses der Stadt wurde unter Einsatz von Rettungswagen und Hubschraubern evakuiert. Etwa 100 Patienten wurden von hier innerhalb von etwa vier Stunden in im Umkreis gelegene Krankenhäuser wie Herzberg, Finsterwalde, Lauchhammer, Riesa, Großenhain oder Dresden verlegt.
Trotz aller Bemühungen der Einsatzkräfte kam es schließlich am Folgetag etwa zwanzig Kilometer flussaufwärts der Elstermündung zur Katastrophe. Am 1. Oktober brach gegen 12:50 Uhr in der Nähe von Meuselko der linksseitige Deich der Schwarzen Elster bei einem Wasserstand von 3,34 m, gemessen am Pegel Löben. Reichlich vier Stunden später wurde gegen 17:00 Uhr für den gesamten Landkreis Wittenberg schließlich Katastrophenalarm ausgerufen. Acht Stunden später waren Teile der zwei Kilometer flussabwärts gelegenen Ortschaft Löben überflutet und der Ortsteil Waltersdorf von der Außenwelt abgeschnitten.
Der lang gezogene Scheitel des Hochwassers sorgte dafür, dass erst am 6. Oktober der Katastrophenalarm für den Elbe-Elster-Kreis, mit Ausnahme der Stadt Herzberg/Elster, aufgehoben wurde. Am 7. Oktober wurde mit dem dauerhaften Unterschreiten der Hochwasserwarnstufe 4 am Pegel Löben der Katastrophenalarm für den Landkreis Wittenberg und die Stadt Herzberg aufgehoben. Der in einer Länge von zirka 30 Metern gebrochene Deich bei Meuselko wurde bei gleichbleibenden und teilweise immer noch steigenden Pegeln am 5. Oktober geschlossen.

Weitere Bilder des Elsterhochwassers
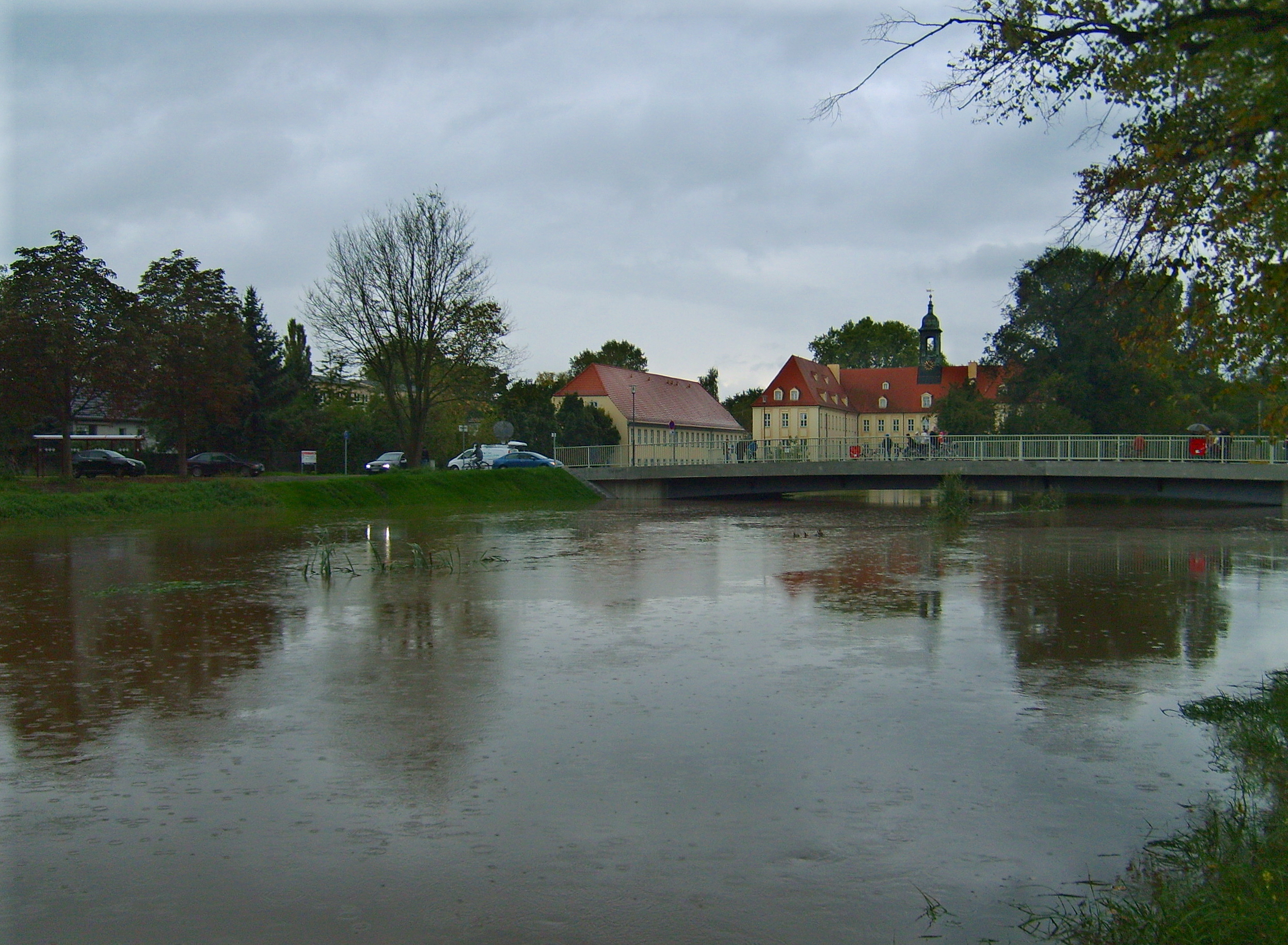
Schwarze Elster in Elsterwerda (29. September 2010).
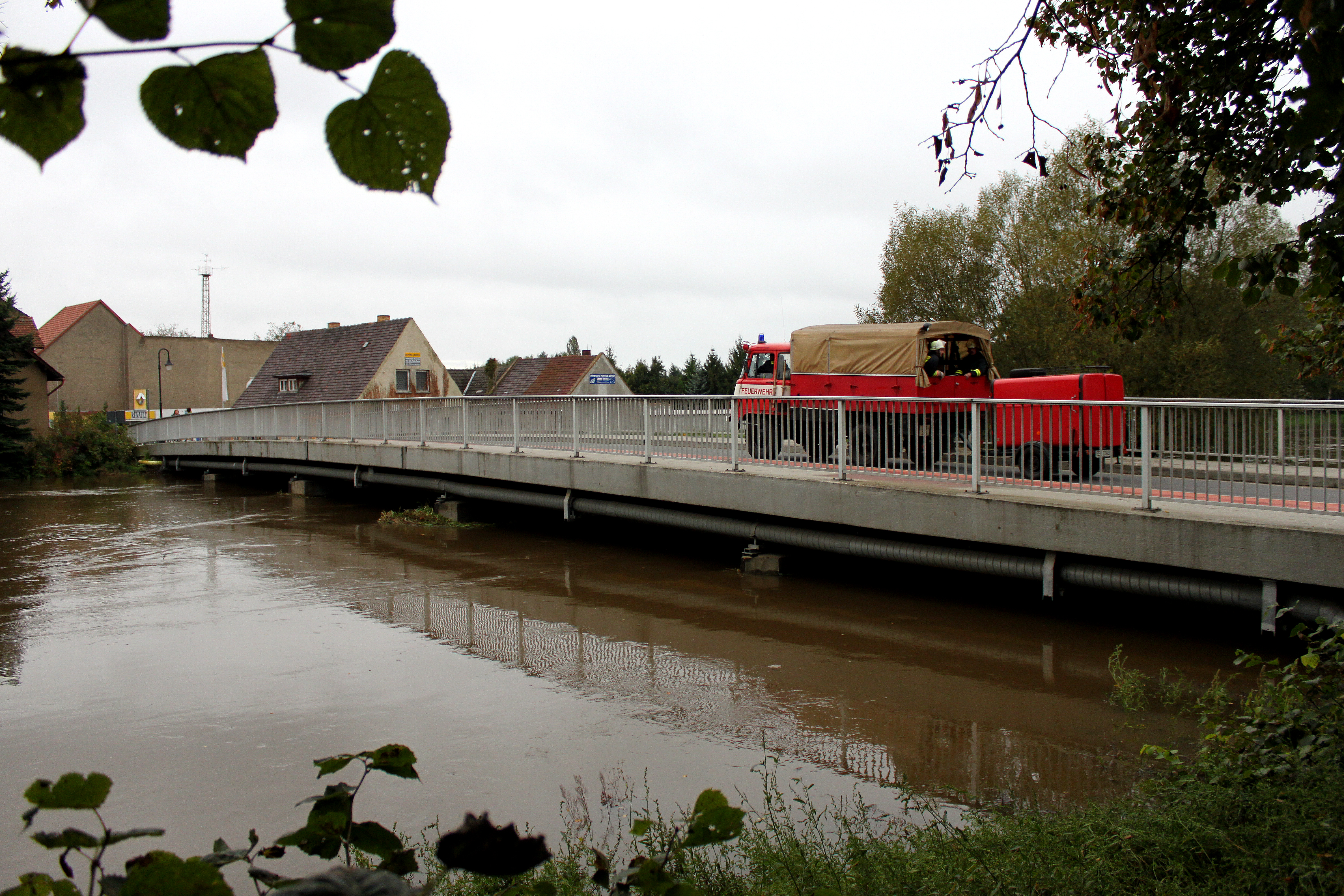
Einsatzfahrzeug der Freiwilligen Feuerwehr in Bad Liebenwerda (29. September 2010).
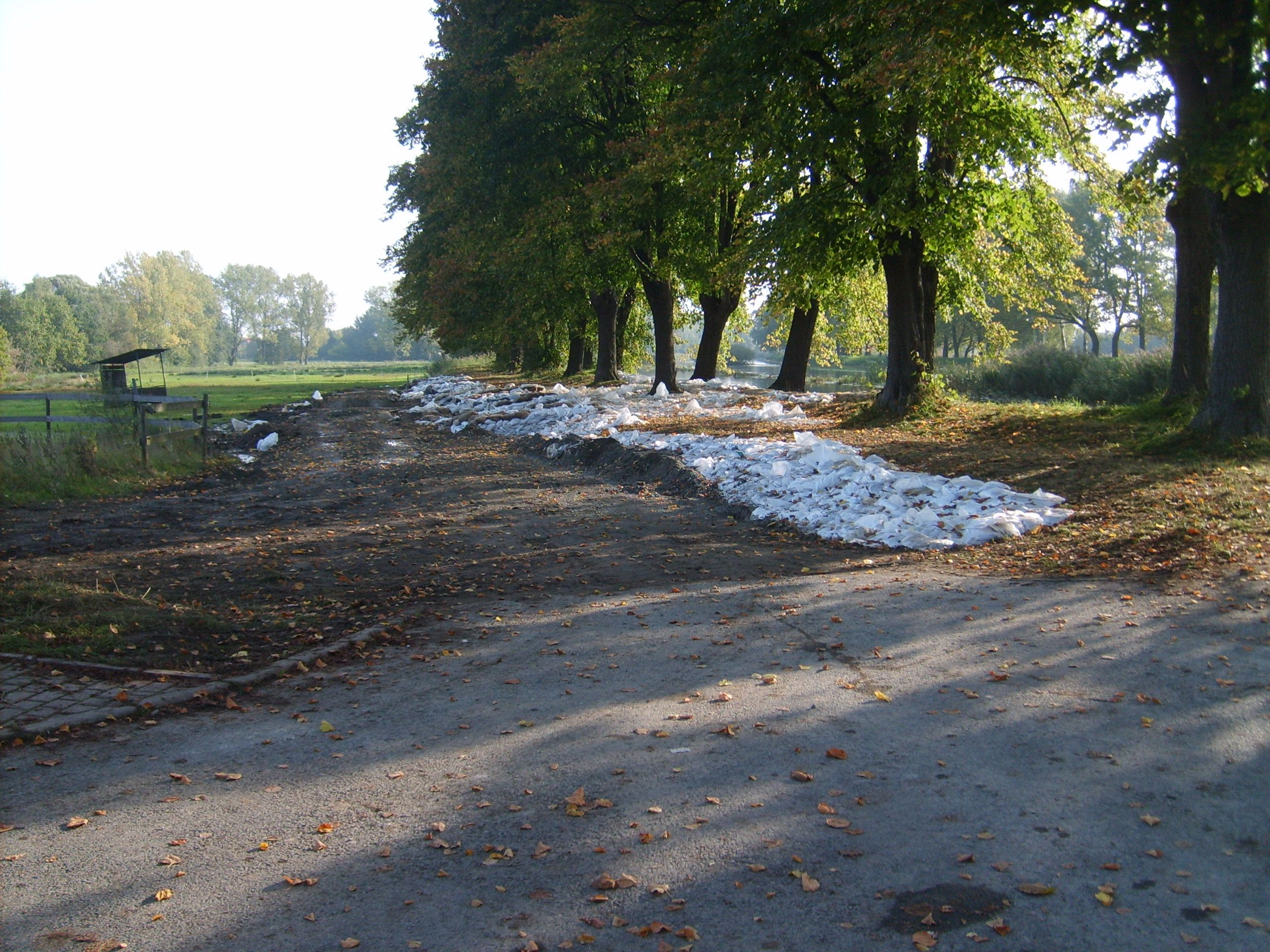
Einer der Brennpunkte in Elsterwerda, die mit hunderten Sandsäcken abgesicherte Sickerstelle im Bereich der Burgstraße (3. Oktober 2010).
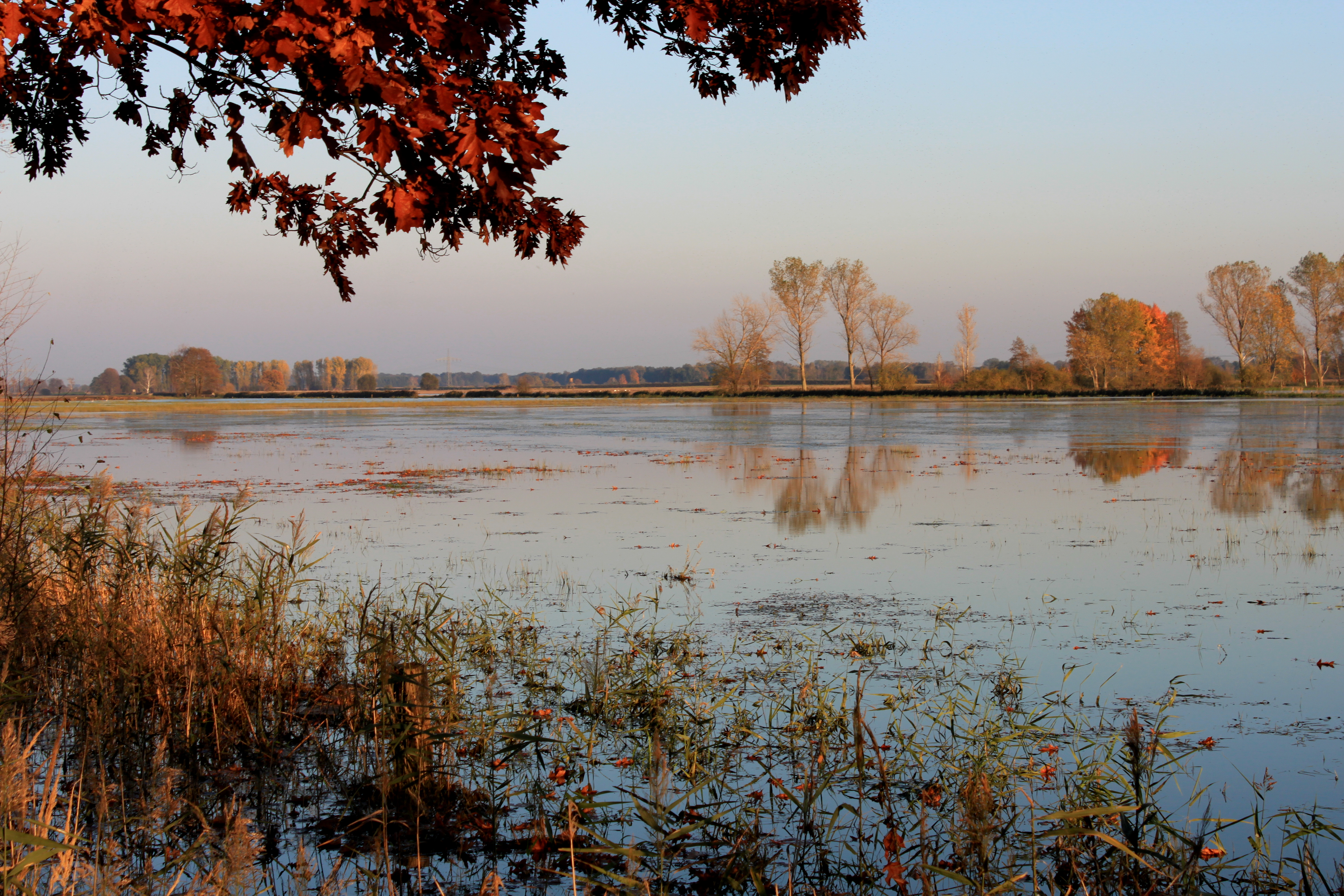
Überflutete Schradenwiesen bei Plessa (11. Oktober 2010).
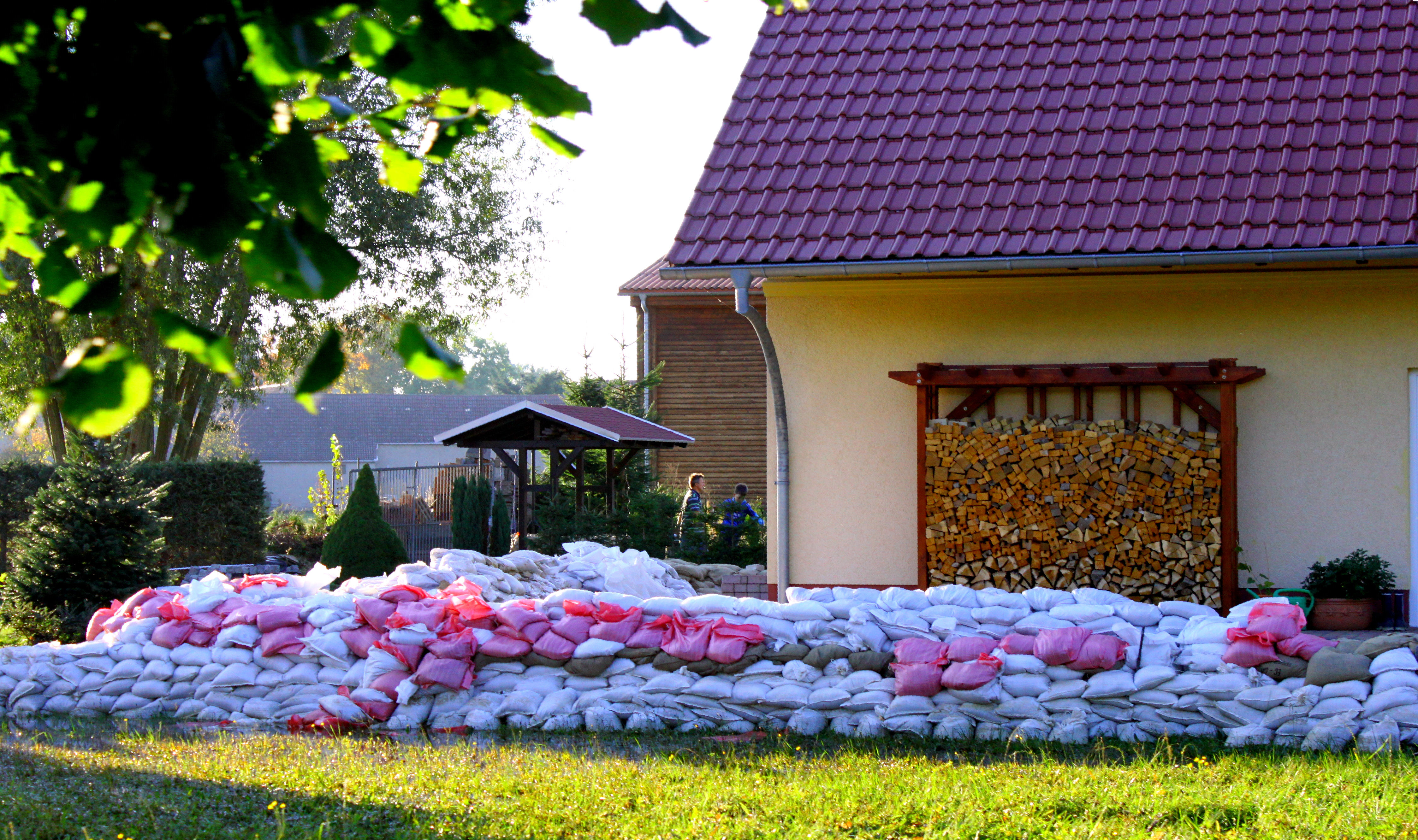
Mit Sandsäcken abgesichertes Grundstück in Haida (11. Oktober 2010).
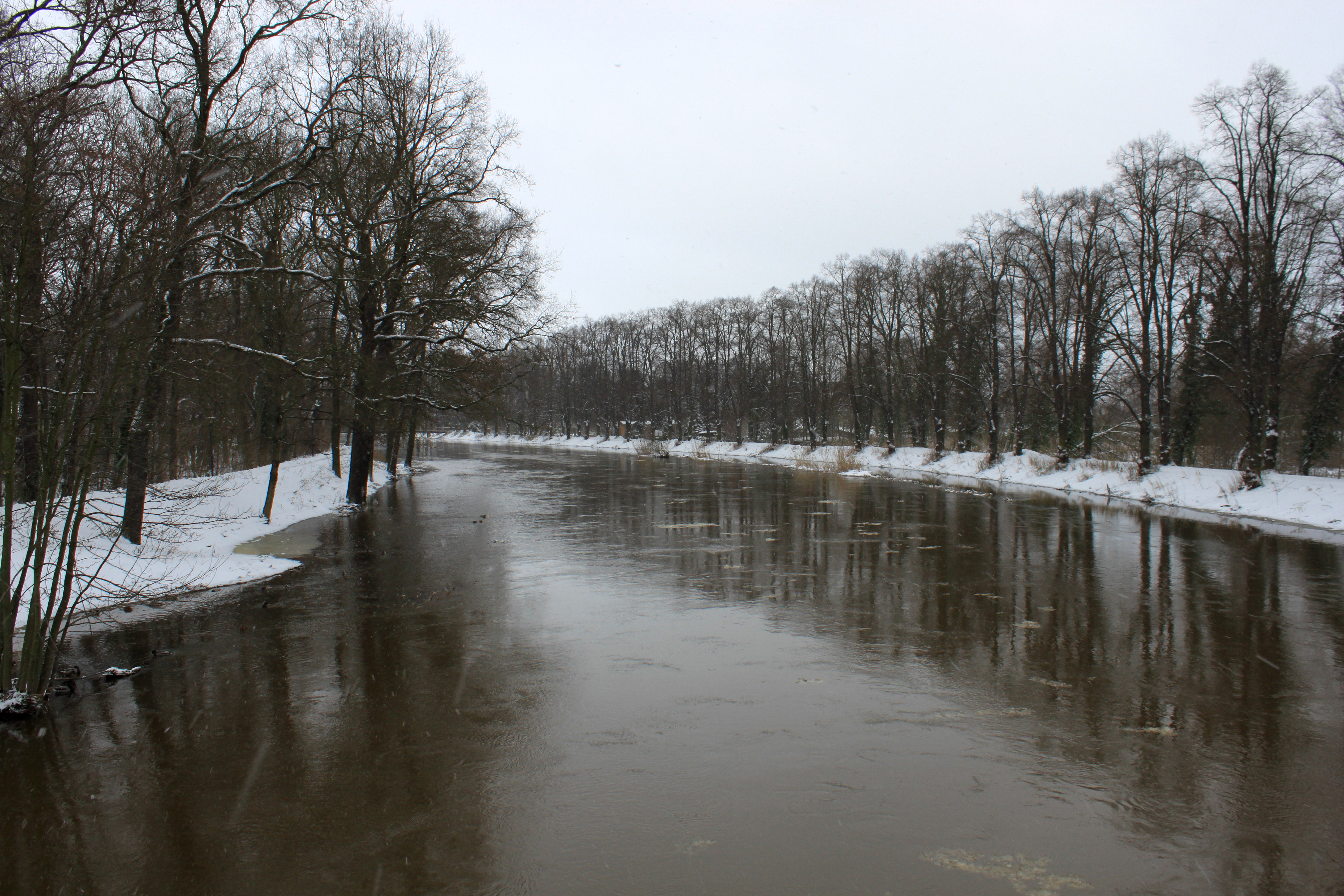
Im Winter danach in Bad Liebenwerda

## Schäden
Eine 2010 veröffentlichte Schlussbilanz der Flutkatastrophe verzeichnete allein für den Landkreis Elbe-Elster, durch welchen 58 Kilometer der Schwarzen Elster führen, über 100 Schadstellen am Deich, die gesichert, stabilisiert, erhöht und ausgebessert werden mussten. Außerdem kamen bis zu 2000 Helfer zum Einsatz.
Die geschätzten Schäden in der Landwirtschaft in Brandenburg beliefen sich auf etwa 3 Millionen Euro. Die Kosten für den neuntägigen Katastropheneinsatz im Elbe-Elster-Kreis wurden mit bis zu 2 Millionen Euro angegeben. Unmittelbare, durch das Hochwasser hervorgerufene Schäden an wasserbaulichen Anlagen im Landkreis Wittenberg werden mit 670.000 Euro beziffert.  Die vorläufig geschätzten Kosten für die Deichsanierung in Brandenburg (Stand 2011) werden mit bis zu 50 Millionen Euro angegeben, weitere 50 Millionen Euro sind vom Land Sachsen-Anhalt für die Sanierung von Deichen an der Schwarzen Elster bis 2020 geplant. Im östlichen Teil der Annaburger Heide wurden mehrere Hektar Wald durch die insgesamt über fünfmonatige Überflutung und einen durch das Hochwasser hervorgerufenen hohen Grundwasserspiegel vernichtet.

Deichsanierungsarbeiten an der Schwarzen Elster im Jahr 2012
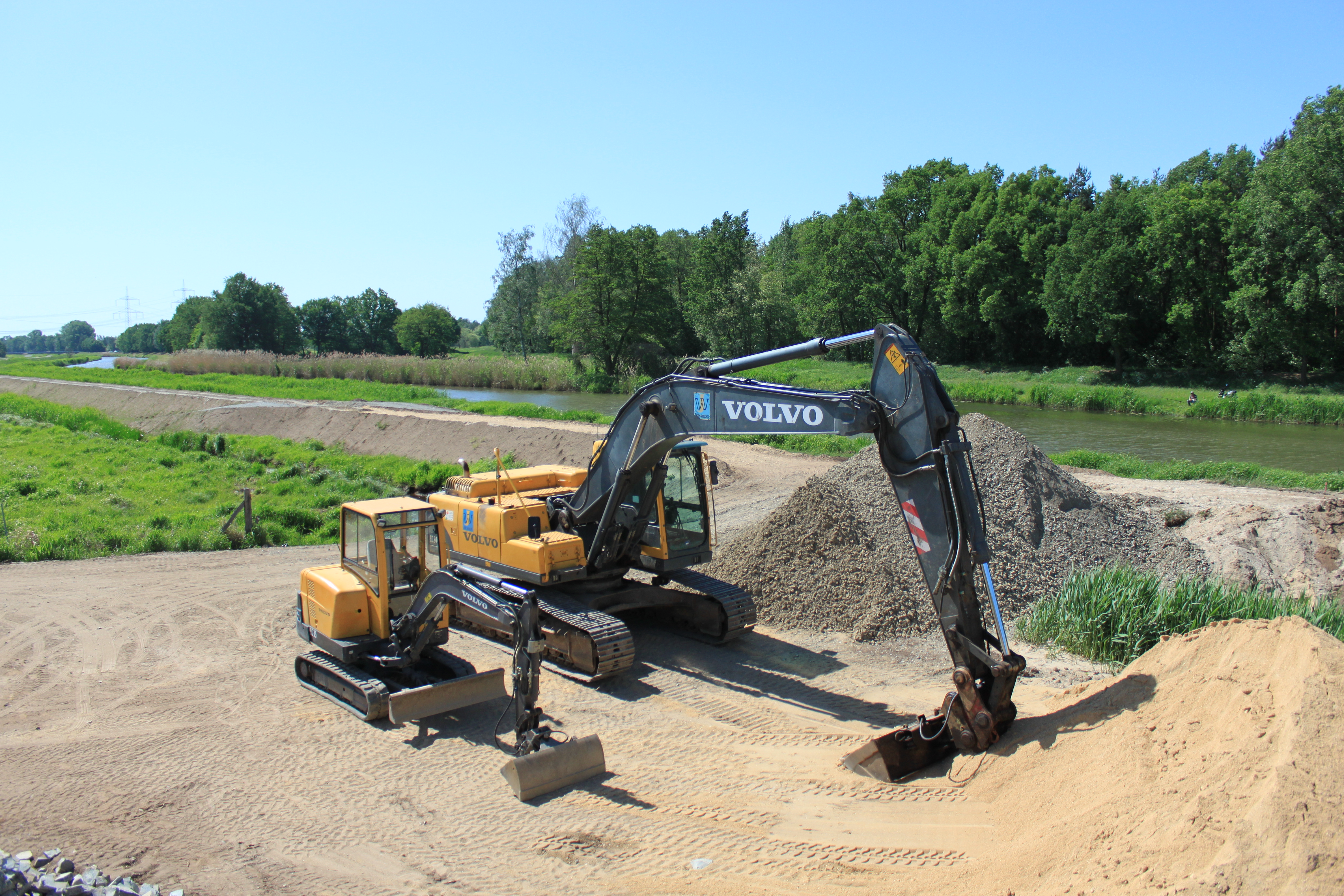
Deichbaustelle bei Zeischa
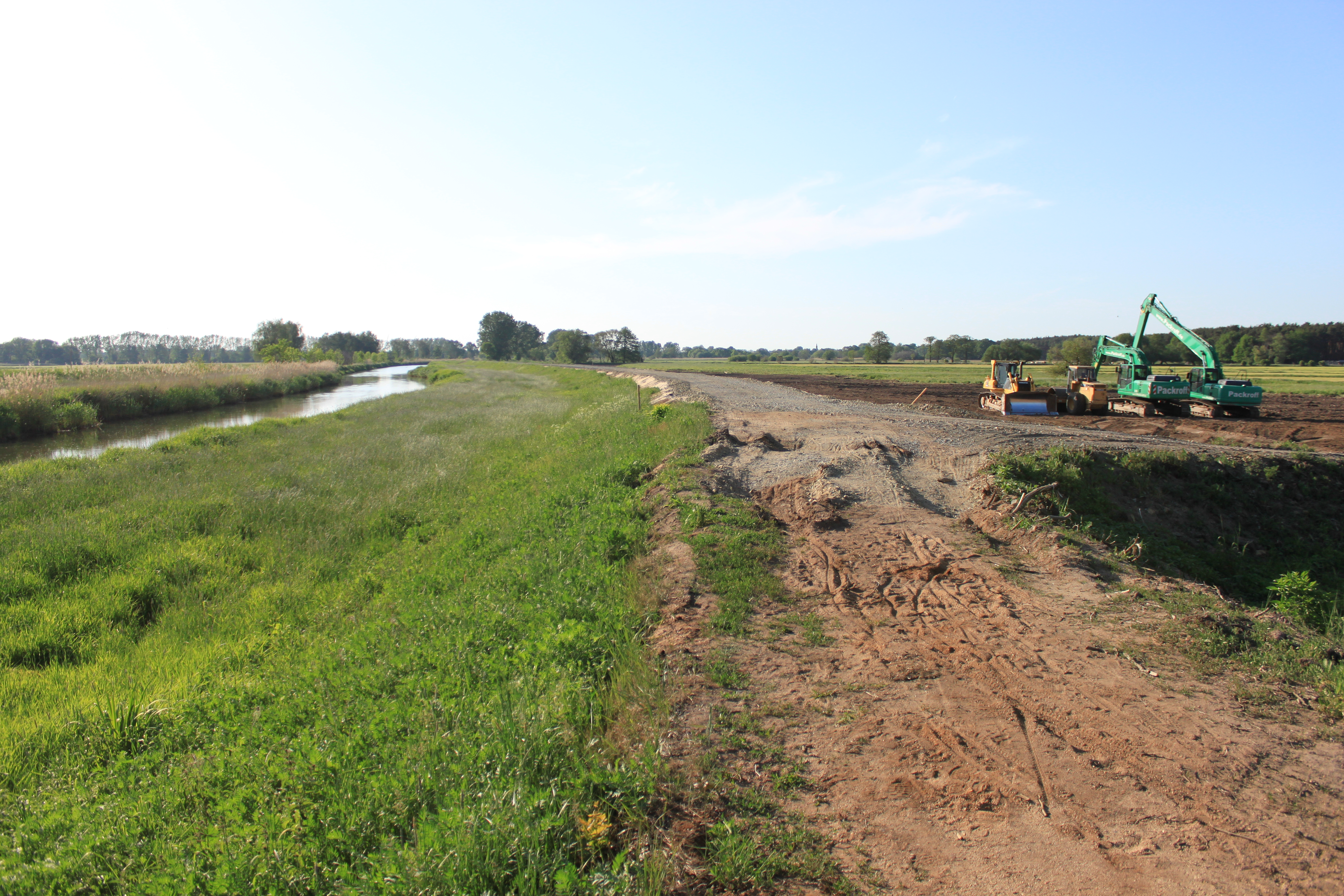
Deichbaustelle zwischen Liebenwerda und Wahrenbrück
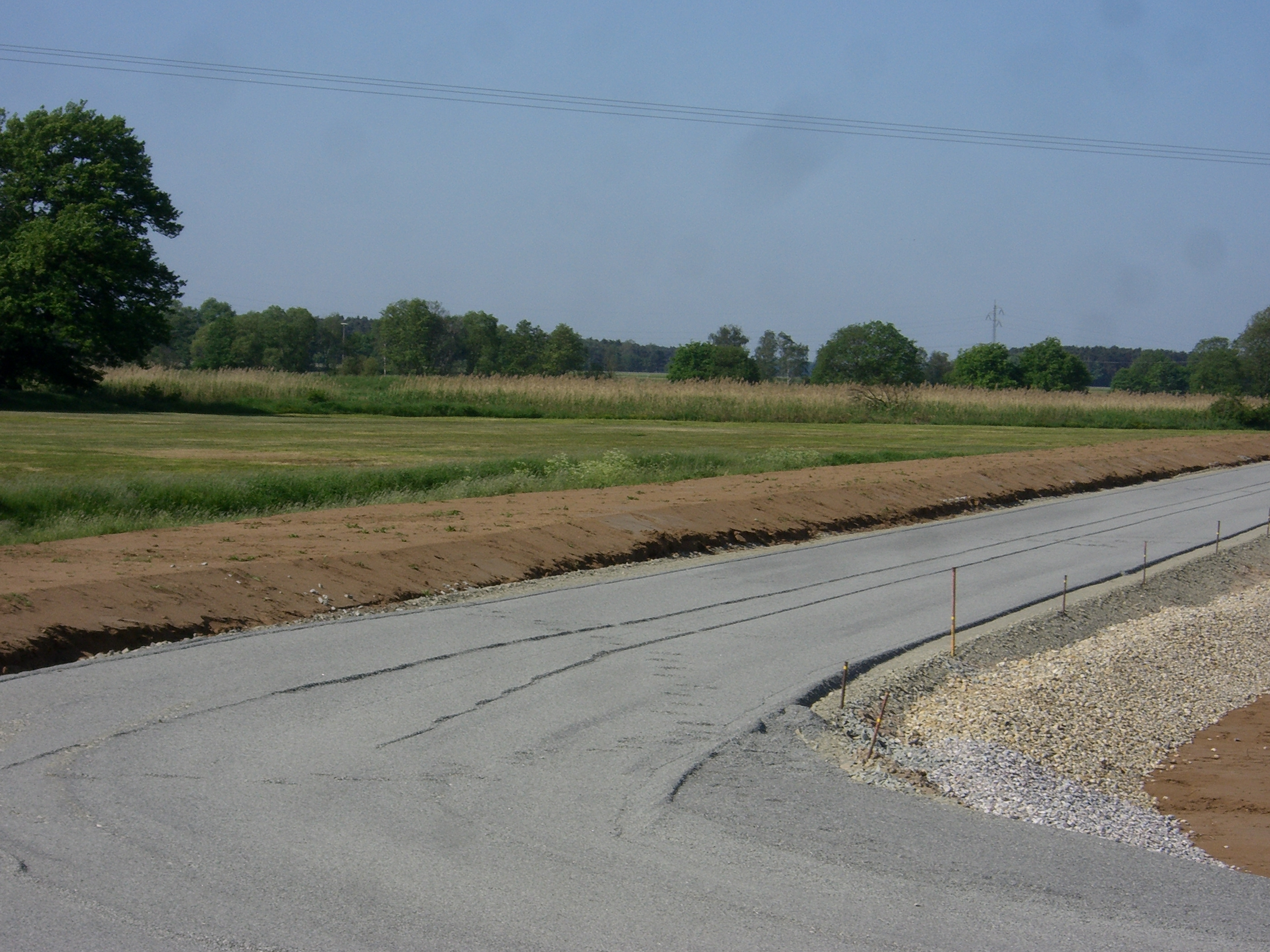
Deichbaustelle Schwarze Elster bei Mönchenhöfe
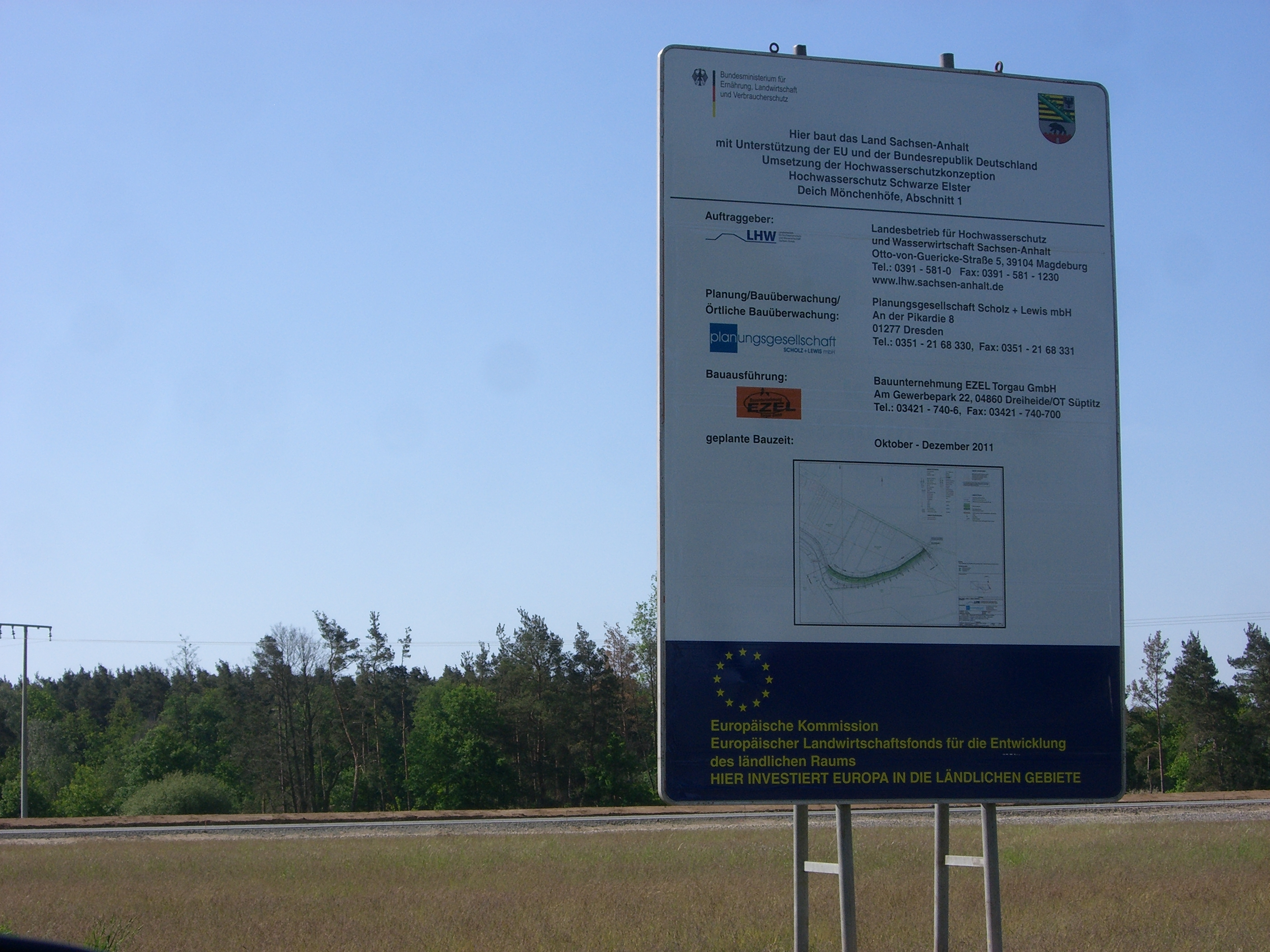
Hinweis Deichbaustelle Schwarze Elster
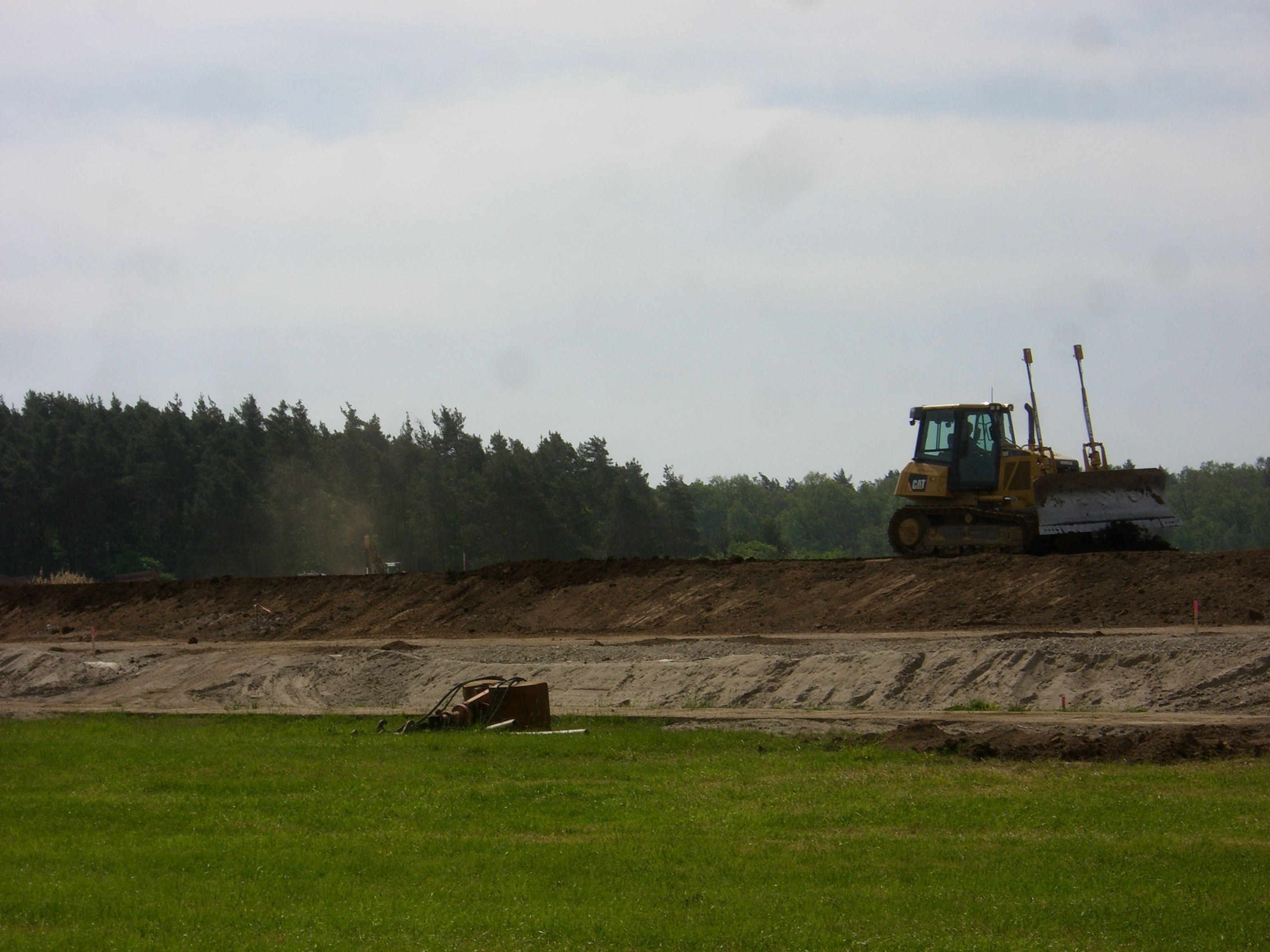
Deichbaustelle Schwarze Elster Kremitz

## Weitere Hochwasser an der Schwarzen Elster in der Vergangenheit
Aufgrund der starken Begradigung des Flussbettes, welche größtenteils in der Mitte des 19. Jahrhunderts erfolgte, verläuft die Schwarze Elster in der Gegenwart als Kanal durch die Landschaft. Die dem Fluss anliegenden ausgedehnten Auenwälder und der mäandernde Verlauf der Schwarzen Elster verschwanden, ständig wiederkehrende Hochwasser hatten so nicht mehr die Möglichkeit diese als Ausgleichsflächen zu nutzen, damit stiegen auch bei jedem Hochwasser die Pegel, was einen weiteren Ausbau der Hochwasserschutzanlagen nach sich zog.
Bereits wenige Jahre nach der begonnenen Regulierung der Schwarzen Elster brachen bereits im Jahr 1861 die neu errichteten Deiche infolge eines Hochwassers. Auch aus den Jahren 1862, 1871, 1895 und 1907 wurde von Überflutungen am Fluss berichtet.
Ein weiteres verheerendes Hochwasser an der Schwarzen Elster ist aus dem Jahr 1926 bekannt geworden. Ein Röderdammbruch nahe der kleinen Ortschaft Würdenhain überflutete am 18. Juni 1926 den gesamten Ort. Das Hochwasser betraf mit Röder, Pulsnitz, Schwarzer Elster und Kleiner Elster nahezu alle Flüsse der Umgebung und verursachte riesige Schäden. Im Überschwemmungsgebiet des damaligen Landkreises Bad Liebenwerda wurden in jenem Jahr zwei Drittel der Ernte vernichtet. Flussabwärts wird im Bereich Mönchenhöfe von bis zu 144 Hektar überfluteter Fläche berichtet. Im Juni des darauffolgenden Jahres kam es während des Sommerhochwassers bei Mückenberg (Lauchhammer-West) zu einem Bruch des Elsterdamms, welcher nur mit Mühe wieder geschlossen werden konnte.